# Heinrich Seetzen
Heinrich Otto Seetzen, noto anche con lo pseudonimo di Heinz Seetzen (Rüstringen, 22 giugno 1906 – Blankenese, 28 settembre 1945), è stato un giurista e militare tedesco, SS-Standartenführer e colonnello della polizia. Fu un protagonista dell'Olocausto, responsabile dell'omicidio di massa dei civili in Ucraina e in Bielorussia.

## Biografia
Nacque nel 1906, figlio unico, a Rüstringen. Da studente si unì allo Jungstahlhelm. Studiò giurisprudenza all'Università di Marburg e all'Università di Kiel. Dopo l'esame di giurisprudenza lavorò in diversi studi legali. Heinz Seetzen sposò Ellen Knickrem.

### Carriera
Il 1º maggio 1933 si unì al NSDAP, numero 2732725, e alle SA. Il 1º febbraio 1935 entrò a far parte delle SS, numero 267231. Dopo un'offerta per la carica di sindaco a Eutin, accettò un lavoro come assistente del SA-Brigadeführer Heinrich Böhmcker. Nel 1935 entrò a far parte della Gestapo.
Seetzen fu promosso Capo della SiPo e dell'SD ad Aquisgrana (1935-1938), Vienna, Stettino e Amburgo (dal gennaio 1940 al luglio 1941, poi assente fino all'agosto 1942). Nell'agosto 1942 fu capo della SiPo e SD a Kassel e poi nella primavera del 1943 a Breslavia. Nel 1944 fu comandante della SiPo a Praga.
Dopo l'invasione dell'Unione Sovietica nel 1941, Seetzen fu comandante del Sonderkommando 10a, che seguiva il Heeresgruppe Süd e fu responsabile delle uccisioni di massa nel sud dell'Unione Sovietica. L'ufficiale di polizia austriaco Robert Barth, complice dell'omicidio di massa, ha detto di Seetzen:
Dal 28 aprile all'agosto del 1944, prestò servizio come comandante dell'Einsatzgruppe B, responsabile di diversi omicidi di massa in Bielorussia complessivamente per oltre 134000 persone a Minsk e Smolensk. Dopo la sua promozione a SS-Standartenführer e colonnello della polizia, nell'aprile 1944 fu nominato comandante della SiPo e dell'SD in Bielorussia.

### Dopoguerra: arresto e suicidio
Dopo la guerra, Seetzen rimase con una conoscente, nascondendo la sua identità usando il falso nome di Michael Gollwitzer. Questa conoscente riferì che Seetzen era pieno di rimorsi e completamente finito dal punto di vista morale. Disse "che era pesantemente gravato dalla colpa, che era un criminale e che aveva sostanzialmente perso la vita". Ammise anche apertamente che si sarebbe suicidato assumendo cianuro di potassio.
Dopo il suo arresto da parte della polizia militare britannica ad Amburgo il 28 settembre 1945, Seetzen si suicidò usando una capsula di cianuro. Non fu identificato e fu sepolto con il falso nome di Michael Gollwitzer. A causa di ciò, poiché la sua ubicazione è rimasta incerta, un tribunale di denazificazione ha classificato Seetzen come "autore del reato minore" (Gruppo 3 - Minderbelasteten) nel 1949, aggiungendo la clausola "nel caso in cui l'interessato sia ancora in vita".